# Municipio de Bayou (condado de Baxter)
El municipio de Bayou (en inglés: Bayou Township) es un municipio ubicado en el condado de Baxter en el estado estadounidense de Arkansas. En el año 2010 tenía una población de 360 habitantes y una densidad poblacional de 5,16 personas por km².

## Geografía
El municipio de Bayou se encuentra ubicado en las coordenadas 36°28′4″N 92°12′34″O / 36.46778, -92.20944. Según la Oficina del Censo de los Estados Unidos, el municipio tiene una superficie total de 69.79 km², de la cual 67,08 km² corresponden a tierra firme y (3,88 %) 2,71 km² es agua.

## Demografía
Según el censo de 2010, había 360 personas residiendo en el municipio de Bayou. La densidad de población era de 5,16 hab./km². De los 360 habitantes, el municipio de Bayou estaba compuesto por el 96,94 % blancos, el 0,28 % eran asiáticos, el 0,28 % eran de otras razas y el 2,5 % eran de una mezcla de razas. Del total de la población el 0,56 % eran hispanos o latinos de cualquier raza.